# Władysław Szwed (1896–1988)
Władysław Szwed (ur. 11 października 1896 w Zagórzu, zm. 1988) – podpułkownik artylerii Wojska Polskiego, kawaler Orderu Virtuti Militari.

## Życiorys
Władysław Szwed urodził się 11 października 1896 w Zagórzu jako jedno z 13 dzieci Jana (woźny kolejowy w Zagórzu) i Weroniki z domu Krzak. Był bratem m.in. Ludwika (ur. 1892), Stanisława (1894–1984, prawnik, oficer Wojska Polskiego, poseł na Sejm RP), Edwarda (1904-1982), Heleny (ur. 1908), Franciszka (1911-1989). Rodzice przenieśli się do Zagórza z okolic Żywca w 1889. Ojciec rodziny Jan pracował jako dróżnik na kolei w Zasławiu, potem w Zagórzu. Gospodarował na 10-morgowym gospodarstwie, z czego tylko trzy były jego własnością, a resztę dzierżawił od dworu i bogatszych gospodarzy. Dzieci pomagały rodzicom w prowadzeniu gospodarstwa, wszystkie z nich ukończyły szkołę powszechną, część gimnazjum w Sanoku, sześcioro studia wyższe.
Kształcił się w pobliskim w C. K. Gimnazjum w Sanoku, gdzie w 1914 ukończył VI klasę. Od 1910 działał w związku harcerskim.
Podczas I wojny światowej w kwietniu 1915 został wcielony do armii austriackiej jako jednoroczny żołnierz i przydzielony do 45 pułku artylerii polowej w Wiedniu. Od września 1915 do końca wojny przebywał na froncie rosyjskim i albańskim. W szeregach C. K. Obrony Krajowej został mianowany chorążym artylerii w rezerwie z dniem 1 października 1917, a w styczniu 1918 awansowany na stopień oficerski podporucznika rezerwy. Do 1918 był przydzielony do Pułku Artylerii Polowej Nr 145. W wojsku austriackim pozostawał do końca wojny.
Powracając na ziemie polskie z frontu albańskiego wraz ze swoją baterią w grudniu 1918 w Drohobyczu został aresztowany przez Ukraińców w trakcie trwającej wojny polsko-ukraińskiej. W maju 1919 został uwolniony przez Wojsko Polskie. Wówczas, tj. 19 maja 1919 wstąpił do Wojska Polskiego. Następnie udał się wraz z baterią 9 dywizjonu artylerii ciężkiej na front w trakcie wojny polsko-bolszewickiej. Pełniąc stanowisko dowódcy baterii 13 kwietnia 1920 pod Konotopem został dwukrotnie ranny trafiony kulami z karabinu maszynowego. Po wyleczeniu powrócił do służby w baterii w czerwcu 1920 i służył do końca wojny z bolszewikami. Latem 1920 brał udział w walkach koło Brześcia Litewskiego oraz pod Moryczem i w rejonie miejscowości Kalnikowicze, Ptycz, Brześć, Hrubieszów. Za swoje czyny wojenne z tego czasu otrzymał Order Virtuti Militari.
W 1921 nadal posiadał przydział do 9 dac. Został awansowany na stopień kapitana artylerii ze starszeństwem z dniem 1 czerwca 1919. W 1923, 1924 był oficerem 9 pułku artylerii ciężkiej w Siedlcach. Potem awansowany na stopień majora artylerii ze starszeństwem z dniem 1 stycznia 1928. Na przełomie lat 20./30. był oficerem 14 pułku artylerii polowej (potem 14 pułk artylerii lekkiej), pełniąc stanowisko dowódcy III dywizjonu. W latach 30. otrzymał awans na podpułkownika artylerii. Od listopada 1938 był dowódcą 11 dywizjonu artylerii konnej.
Po wybuchu II wojny światowej dowodził 11 dak podczas kampanii wrześniowej, a 23 września 1939 został ranny.
Był żonaty. Zmarł w 1988.

## Ordery i odznaczenia
- Krzyż Srebrny Orderu Wojskowego Virtuti Militari nr 1855[2][24] – 28 lutego 1921[25]
- Krzyż Walecznych[18][24][b]
- Złoty Krzyż Zasługi[7]
- Medal Pamiątkowy za Wojnę 1918–1921[7]
- Medal Dziesięciolecia Odzyskanej Niepodległości[7]
- Odznaka za Rany i Kontuzje[7]
- Państwowa Odznaka Sportowa[26]